# Yokote
Yokote (横手市; -shi) é uma cidade japonesa localizada na província de Akita, na região de Tohoku.
Em 2003 a cidade tinha uma população estimada em 39.817 habitantes e uma densidade populacional de 360,11 h/km². Tem uma área total de 110,57 km².
Recebeu o estatuto de cidade a 1 de Abril de 1951.